# Hajo Bernett
Hajo Bernett (* 16. Februar 1921 in Oldenburg; † 29. August 1996 in Bonn) war ein deutscher Sporthistoriker und Hochschullehrer.

## Werdegang
Bernett wurde als Sohn des Lehrers Nikolaus Bernett (1882–1969), einem Mitstreiter von Edmund Neuendorff in der Turnerjugend der Weimarer Republik, geboren. Die Schulzeit verbrachte er in Oldenburg, wo er 1939 das Abitur ablegte. Anschließend wurde er zum Reichsarbeitsdienst eingezogen. Als Angehöriger einer Flak-Einheit wurde er überwiegend auf dem Balkan eingesetzt. Nach kurzer amerikanischer Kriegsgefangenschaft absolvierte er von 1945 bis 1946 an der Pädagogischen Akademie Oldenburg (bei seinem Vater Nikolaus Bernett) ein verkürztes Volksschullehrerstudium, das er mit der ersten Lehrerprüfung für Volksschulen abschloss. Anschließend studierte Bernett an der Universität Hamburg Deutsch, Philosophie, Psychologie, Pädagogik und Leibeserziehung und legte 1951 sein Staatsexamen für das Lehramt am Gymnasium für die Fächer Geschichte, Deutsch und Leibeserziehung ab. Nach dem Ende seines Studiums arbeitete er von 1954 bis 1966 als Lehrer in Hamburg und promovierte dort 1959 an der Philosophischen Fakultät bei Wilhelm Flitner mit der Dissertation, die den Titel Die pädagogische Neugestaltung der bürgerlichen Leibesübungen durch die Philanthropen trug. Durch sein 1965 veröffentlichtes Buch „Grundformen der Leibeserziehung“ zählte er zu den Wissenschaftlern, die eine historisch basierte Sportpädagogik vertraten.
Der Oberstudienrat für Leibesübungen beschäftigte sich insbesondere mit der Aufbereitung der Sportgeschichte aus der Zeit des Nationalsozialismus, über die er 1966 eine erste Untersuchung durchführte und als Quellensammlung unter dem Namen „Nationalsozialistische Leibeserziehung“ veröffentlichte. Zum 1. April 1967 übernahm Bernett eine H 3-Professur, lehrte und forschte in Bonn am Institut für Sportwissenschaft und Sport, dessen Direktor er von 1968 bis zu seinem Ruhestand 1986 war. Ab 1969 war er Inhaber des Lehrstuhls für Theorie der Leibeserziehung und zählte dort unter anderem Hans Joachim Teichler und Giselher Spitzer zu seinen Studenten. Da er in Bonn keiner Fakultät angehörte, hatte er kein Promotionsrecht. Dieses erlangte er durch eine Honorarprofessur an der Sporthochschule Köln. Bernett war von 1957 bis 1961 Redakteur der Fachzeitschrift „Leibesübungen“ und später Mitarbeiter in den Redaktionsausschüssen der Fachpublikationen „Die Leibeserziehung“ (ab 1962) sowie „sportunterricht“ und „Sportwissenschaft“. Er zählte auch zu den Autoren und wissenschaftlichen Ratgebern der Zeitschrift Stadion ab deren Erscheinen im Jahr 1975.
Hajo Bernett war im Fachbeirat „Information und Dokumentation“ des Bundesinstituts für Sportwissenschaft, im ersten Vorstand der „Sektion Sportgeschichte“ der Deutschen Vereinigung für Sportwissenschaft und in anderen Institutionen und Kommissionen tätig. Bernett zog sich aus den Gremien des Deutschen Sportbundes zurück, nachdem sich dieser nicht von dem ehemaligen Stabschef des Nationalsozialistischen Reichsbundes für Leibesübungen, der später Generalsekretär des Deutschen Sportbundes geworden war, Guido von Mengden, distanzieren wollte. Der WorldCat hat 91 Werke von/über ihn.
1994 veröffentlichte Bernett eine letzte Monographie. Am 29. August 1996 unterzog er sich einer Routineoperation am Knie, aus deren Narkose er jedoch nicht mehr erwachte. Bernett wohnte zuletzt in Bad Honnef und wurde dort auf dem Neuen Friedhof beigesetzt.

## Publikationen (Auswahl)
- Nationalsozialistische Leibeserziehung. 2. überarbeitete Auflage. Schorndorf: Hofmann 2008.
- Körperkultur und Sport in der DDR. Dokumentation eines geschlossenen Systems. Schorndorf: Hofmann 1994.
- Nikolaus Bernett – Ein Turnerleben in Niedersachsen (= Schriftenreihe des Niedersächsischen Instituts für Sportgeschichte. Band 5). Duderstadt: Mecke 1988.
- Leichtathletik im geschichtlichen Wandel. Schorndorf: Hofmann 1987.
- Sportunterricht an der nationalsozialistischen Schule. Sankt Augustin: Richarz 1985.
- Der Weg des Sports in die nationalsozialistische Diktatur. Schorndorf: Hofmann 1983.
- Sport im Kreuzfeuer der Kritik. Schorndorf: Hofmann 1982.
- Der jüdische Sport im nationalsozialistischen Deutschland 1933–1938. Schorndorf: Hofmann 1978.
- Guido von Mengden. Berlin: Bartels & Wernitz 1976.